# Hesperandra longicollis
Hesperandra longicollis là một loài bọ cánh cứng trong họ Cerambycidae.